# Maurice St-Pierre
Maurice St-Pierre (28 décembre 1919 à Montréal dans la province de Québec au Canada - 22 juin 2009 à Montréal) est un policier québécois qui fut successivement assistant directeur du Service de police de la ville de Montréal, directeur général de la Sûreté du Québec et, pendant plusieurs mois, « responsable des forces de l’ordre au Québec », en vertu de la Loi sur la Police, lors de la Crise d’octobre de 1970.

## Biographie
Après ses études supérieures à l’école St-Viateur, il obtient un diplôme en sciences sociales, économiques et politiques de l’Université de Montréal. Son premier emploi l’amène à la Banque canadienne nationale, devenue la Banque nationale du Canada, au centre-ville de Montréal, mais il cherchait plutôt un emploi où il y avait de l’action, disait-il, et c’est ainsi qu’il est embauché par le Service de police de la ville de Montréal le 3 janvier 1941.
Sa première affectation fut à la division de la circulation, rue Chénéville, en bordure du quartier chinois. Le stage à la circulation faisait partie du cursus normal à l’époque et c’est dans cette fonction qu’il a rapidement gravi les premiers échelons de sergent et de lieutenant. Il s’habitua vite aux promotions puisque, durant l’année 1955, il fut promu successivement capitaine, assistant inspecteur et inspecteur. 
En qualité d’inspecteur, il a dirigé, entre autres, le poste 16, situé rue Rachel, du côté nord du parc La Fontaine, devenu plus tard le district 34. En juin 1959, il venait encore d’être promu, cette fois au grade d’aide-inspecteur-chef.
Il était évident que M. St-Pierre était né pour porter l’uniforme. En effet, il était un modèle : toujours impeccablement vêtu, en civil comme en uniforme, avec les gants noirs, hiver comme été, car c’était alors le règlement. Sa tenue reflétait aussi les bonnes manières de cet officier de carrière, toujours souriant, d’une courtoisie exquise; il s’exprimait calmement.
Le début des années 1960 a été marqué par un grand nombre de changements au Service de la police de Montréal, dans la foulée du rapport Way-Gaubiac. Le plus important était la création de trois départements, et chaque département étant dirigé par un inspecteur-chef et un directeur adjoint, M. St-Pierre eut tôt fait de remplir ces deux fonctions à quelques années d’intervalle. On le retrouve donc au poste de directeur adjoint en 1965, aux opérations, juste à temps pour préparer la venue de l’Exposition universelle de 1967, qui allait attirer plus de 50 millions de visiteurs à Montréal.
Si l’année 1967 fut celle des festivités, 1968 fut, par contre marquée par des événements moins réjouissants à Montréal comme ailleurs au Québec, comme si la Révolution tranquille amorcée en 1960 tirait à sa fin. L’année s’ouvrit sur une forte contestation étudiante, puis vint l’émeute du 24 juin aux environs du parc La Fontaine et la renaissance du Front de libération du Québec, le redoutable FLQ, qui amorçait sa plus longue vague d’attentats à la bombe.   
C’est dans ce climat d’effervescence que, le 8 octobre 1968, M. St-Pierre est nommé directeur général adjoint de la Sûreté du Québec, puis, le 1er janvier 1969, il en devient le directeur général, succédant ainsi à M. Adrien Robert, l’ancien directeur de la Police de Montréal qui était passé, lui aussi, du bleu police au vert Sûreté en 1965. 
L’arrivée de M. St-Pierre à la Sureté du Québec marquait le début d’un vaste programme de réorganisation de ce service, qui s’échelonna jusqu’en 1972. Toutefois, l’automne chaud de 1970, et plus particulièrement la Crise d’octobre, allait changer quelque peu les priorités du nouveau directeur général. En effet, devant la gravité des activités terroristes du FLQ, notamment l’enlèvement du diplomate britannique James Richard Cross et celui du ministre Pierre Laporte qui fut plus tard assassiné, le gouvernement du Québec décréta qu’en vertu de la Loi de Police, le directeur général de la Sureté du Québec devenait provisoirement responsable de toutes les forces policières du Québec,; une première dans les annales policières du Québec. Il fut aussi pendant la même période responsable de la coordination avec les organismes fédéraux, dont la Gendarmerie royale du Canada et des Forces armées canadienne. 
Enfin, le 1er janvier 1972, alors qu’il est toujours à la tête de la SQ, M. St-Pierre se voit confier le poste de directeur du Service de police de la communauté urbaine de Montréal, le défunt SPCUM, qui venait alors d’être créé à la suite de l’intégration de tous les services policiers de l’île de Montréal, en attendant la nomination de son premier directeur, M. René Daigneault, 3 février 1972. Il prit sa retraite de la Sureté du Québec le 5 juillet 1973.
M. St-Pierre a été marié à Jeannine Desjardins, aujourd’hui décédée, et il était père de deux enfants, Gaétan et Nicole. 
C’est une page importante de l’histoire policière du Québec qui fut tournée le 22 juin 2009 avec le décès de Maurice St-Pierre.

## Source
- La source principale de cette biographie de Maurice St-Pierre a été le  Musée de la police de Montréal et en particulier Robert Côté, O.C. Inspecteur-chef retraité du Service de la Police de la Ville de Montréal, auteur de Ma guerre contre le FLQ,  membre du conseil d'administration et Conseiller du Musée.